# Vasiliy III của Nga
Vasili III Ivanovich (tiếng Nga: Василий III Иванович, còn được gọi là Basil III; (25 tháng 3 năm 1479 – 3 tháng 12 năm 1533 tại Moskva) là một Đại công Nga từ năm 1505 đến năm 1533. Ông là con trai của tiên công Ivan III Vasiliyevich và với bà Sophia Paleologue, ông được làm lễ rửa tội với tên thánh là Gavriil (Гавриил). Ivan có ba người em trai: Yuri, sinh năm 1480, Simeon, sinh năm 1487 và Andrei, sinh năm 1490, cùng ba chị gái: Elena (sinh và mất năm 1474), Feodosiya (sinh và mất năm 1475) và Elena (sinh năm 1476) và 2 em gái là Feodosiya (sinh năm 1485) và Eudoxia (sinh năm 1492).

## Chính sách của Nga thời Vasili III

### Đối nội
Lên ngôi sau khi cha là Ivan III của Nga băng hà, Vasili III có những hoạt động để củng cố quyền lực ở trong nước. Ông được hưởng sự hỗ trợ của Giáo hội trong cuộc đấu tranh của mình chống phe đối lập phong kiến. Năm 1521, Tổng giám mục Moskwa là Varlaam (1511 - 1521) bị Vasili III trục xuất khỏi ngai Tổng giám mục vì ông này từ chối tham gia cuộc chiến của Vasili chống lại hoàng thân Vasili Ivanovich Shemyachich. Các hoàng thân khác là Vasili Shuisky và Ivan Vorotynsky vì ủng hộ Shemyachich cũng bị Đại công đưa đi lưu đày. Nhà ngoại giao và chính khách Ivan Bersen-Beklemishev đã bị xử tử vào năm 1525 do chỉ trích chính sách của Vasili. Maximus người Hy Lạp (nhà báo), Vassian Patrikeyev (chính khách) và những người khác bị kết án cùng một lý do trong năm 1525 và 1531. Trong triều đại của Vasili III, quyền sở hữu đất đai của tầng lớp quý tộc tăng lên, trong khi các nhà chức trách đã tích cực cố gắng hạn chế các đặc quyền của tầng lớp quý tộc.

### Đối ngoại
Vasili III tiếp tục các chính sách của cha mình và phần lớn thời ông trị vì là củng cố những thành quả mà cha ông đạt được. Dưới thời Vasili III, các vùng đất là cộng hòa Pskov (1510), Volokolamsk (1513), Ryazan (1521) và Novgorod-Seversky (1522) được sáp nhập vào quốc gia Moskwa.
Vasily cũng lợi dụng những khó khăn của Zygmunt I của Ba Lan của Ba Lan (1506 - 1548) để tiến hành bao vây Smolensk, pháo đài phía đông của Lithuania từ năm 1512. Nhờ sự giúp đỡ của quân nổi dậy Lithuania do quý tộc Mikhail Glinski cầm đầu, quân đội Moskwa đã hạ được thành này vào tháng 7/1514. Sự mất mát của Smolensk là một tổn thất quan trọng mà quốc gia Moskwa đã gây ra cho Litva trong cuộc chiến tranh Moskwa-Litva, điều này khiến vua Ba Lan quyết định cử quân Lithuania đến lấy Smolensk. Quân Lithuania giành được chiến thắng tuyệt vời trong trận Orsha vào tháng 9 năm 1514, nhưng không thể lấy lại được Smolensk. Để tưởng nhớ chiến thắng của ông, Vasili III đã xây dựng Tu viện Novodevichy trong khu vực điện Kremlin.
Trong năm 1521, Vasili III đã nhận được một sứ giả của Đế chế Safavid (Iran) lân cận, do Shah Ismail I gửi đến, với tham vọng xây dựng liên minh Iran-Moskwa để chống lại kẻ thù chung, đế chế Ottoman.
Vasili đã thành công trong việc kìm chế Hãn quốc Krym của Mông Cổ. Dù vậy, ông vẫn phải mua chuộc khả hãn Crimea Mehmed I Giray để đổi lấy sự hòa bình cho Moskwa. Đến cuối thời trị vì của Vasili III, quốc gia Moskwa đã kiểm soát được hầu hết lưu vực sông Volga. Năm 1531, ông đặt Canghali làm khan Kazan thân Nga bất chấp việc người Tarta thường xuyên đem quân quấy rối quốc gia Moskwa.

## Cuối đời
Vào những năm cuối thời gian trị vì của mình, Vasili III muốn "nạp phi" để có con nối dõi. Năm 1526, ông cưới người vợ đầu tiên là Nữ Đại vương công Solomonia Saburova của Suzdal, nhưng họ không có con. Nhận thức về sự thất vọng của chồng mình, Solomonia đã cố gắng khắc phục điều này bằng cách nhờ các thầy phù thủy và hành hương để mong có con, nhưng vô vọng. Đại công Moskwa đã hỏi ý kiến các boyar và tuyên bố ly hôn vợ cũ để cưới Elena Glinskaya, cháu gái của quý tộc Mikhail Glinski thuộc dòng Litva (người giúp ông đánh chiếm Smolensk năm 1514) bất chấp sự phản đối của các lãnh chúa dòng dõi Moskwa và các giáo sĩ. Vasili đã phải lòng người vợ thứ xinh đẹp này cho đến trước đám cưới. Khí đám cưới diễn ra, ông bất chấp mọi quy tắc truyền thống của Moskwa cổ để cạo râu cho đẹp hơn. Sau cuộc hôn nhân thứ hai này được ba tháng, Elena Glinskaya không có dấu hiệu động thai. Dân chúng Moskwa bắt đầu nghi ngờ về cuộc hôn nhân của Đại công và họ cho rằng, đây là một dấu hiệu cho thấy Chúa không chấp nhận hôn nhân. Tuy nhiên, với niềm vui lớn của Vasili và dân chúng là hoàng hậu Elena Glinskaya vừa sinh hạ được hai hoàng nam là Ivan (sinh năm 1530) và Yuri (sinh năm 1532).
Năm 1533, trọng khi đang đi săn bắn ở gần Volokolamsk, Vasili cảm thấy đau đớn ở hông phải, kết quả của chứng bệnh áp xe. Ông được đưa đến làng Kolp, nơi ông được hai bác sĩ người Đức đến thăm, nhưng họ không thể ngăn chặn sự lây nhiễm của chứng bệnh này bằng các biện pháp chữa bệnh thông thường. Tin rằng cuộc đời mình sắp hết, Vasili yêu cầu được trở về Moskwa. Vào ngày 25 tháng 11 năm 1533, Vasili được đưa đến Moskwa và được đưa tới giường bệnh. Trong lúc lâm chung, Vasili đã kịp di chúc về người kế vị: Elena sẽ cai trị cùng với hội đồng nhiếp chính gồm những người thân tín nhất trong khi hoàng thái tử Ivan còn nhỏ. Trước lúc từ trần, Vasili kịp lấy tên thánh Varlaam và xin làm tu sĩ sau khi qua đời. Vasili III qua đời vào lúc nửa đêm, 4 tháng 12 năm 1533, lúc 54 tuổi. Sau khi ông chết, con trai trưởng còn nhỏ là Ivan IV kế vị